# Th (dwuznak)
Th – dwuznak używany w łacinie, języku angielskim i języku albańskim.
W języku łacińskim jest stosowany w wyrazach zapożyczonych z greki, gdzie odpowiada literze Θ. W wymowie restytuowanej dwuznak th ma wymowę [tʰ], natomiast w wymowie kościelnej [t].
W języku angielskim dwuznak th zastąpił litery Ðð i Þþ, używane dawniej na oznaczenie odpowiednio [ð] i [θ].
W języku albańskim th ma wartość tylko [θ]. Do zapisu głoski [ð] w tym języku służy dwuznak dh.